# Boschia griffithii
Boschia griffithii Mast. è un albero della famiglia delle Malvacee, diffuso nel sud-est asiatico.

## Descrizione
Può crescere fino ai 30 metri. Le foglie sono piccole e rotondeggianti. Il frutto, non commestibile, presenta delle spine corte, e il seme all'interno presenta un arillo rosso che copre una parte minore del seme nero.